# Marie-Laure Delie
Marie-Laure Delie (Villiers-le-Bel, 29 de janeiro de 1988) é uma futebolista profissional francesa que atua como atacante.

## Carreira
Marie-Laure Delie fez parte do elenco da Seleção Francesa de Futebol Feminino, nas Olimpíadas de 2012 e 2016. 